# Опсада Александрије (1167)
Опсада Александрије вођена је 1167. године. Извршили су је крсташи Амалрика Јерусалимског приликом похода на Египат. Завршена је поразом муслимана и крсташким освајањем града.

## Опсада
Ширку напада Египат 1167. године, па је Амалрик сам покреће своју војску на Египат. Две војске сукобиле су се код Бабаина (18. март 1167. године). Победу односи Ширку и осваја град Александрију. На чело овог града поставио је свога нећака Салах ед Дин Јусуфа – чувеног Саладина. Крсташи су убрзо потпуно опколили град, како са копна тако и са мора. Град је непрестано бомбардован. Саладин шаље позив у помоћ своме ујаку Ширку. Ширку је два пута покушао да разбије опсаду и када му то није успело затражио је мир. Мировним споразумом крсташи су добили град Антиохију, а Ширкуове присталице су добиле рок у коме морају да напусте град.
Након што је предао Александрију, Саладин је био изложен нападима александријских Шиита, а нереди су углавном били усмерени ка Ширкуовим присталицама. Саладинов живот је био у толикој опасности да је спаса морао потражити ни мање ни више него у логору крсташа. Ови су га примили са поштовањем и чак му дали оружану пратњу. Оно што је Саладину било најнепријатније је то да је управо јерусалимски краљ Амалрик био тај који је посредовао између муслимана подсећајући Шавара на обећање да ће допустити Ширкуовим присталицама да изађу из града. Тако је јерусалимски краљ спасао Ширкуове присталице од сигурне смрти.